# Пельегрино, Маурисио
Маури́сио Андре́с Пельегри́но (исп. Mauricio Andrés Pellegrino; род. 5 октября 1971[…], Леонес, Кордова) — аргентинский футболист, защитник, который провёл большую часть своей карьеры, выступая за «Велес Сарсфилд» и испанскую «Валенсию». В настоящее время — футбольный тренер. Является старшим братом Максимилиано Пельегрино.

## Карьера игрока
Пельегрино был важнейшей частью аргентинского клуба «Велес Сарсфилд», когда команда смогла добиться величайших успехов в своей истории, трижды выиграв чемпионат Клаусуры, один раз — чемпионат Апертуры и взяв пять международных трофеев, в числе которых Кубок и Суперкубок Либертадорес.
В 1999 году Маурисио перешёл в «Валенсию», с которой выиграл два титула чемпиона Испании, взял в 2004 году Кубок УЕФА и два года подряд играл в финале Лиги чемпионов. Этот турнир так и не покорился ему — в финале 2001 года именно он не забил решающий одиннадцатиметровый в серии послематчевых пенальти, и титул достался мюнхенской «Баварии».
В 2005 году 33-летний Пельегрино покинул «Валенсию», не найдя общего языка с новым тренером клуба Клаудио Раньери и перешёл в «Ливерпуль», который тренировал его бывший наставник Рафаэль Бенитес, подписав контракт на шесть месяцев. Однако в новой команде возрастной защитник закрепиться не смог и отправился заканчивать карьеру в испанский «Алавес».

## Карьера тренера
После завершения карьеры игрока Маурисио вошёл в тренерский штаб «Валенсии», где он стал тренером юношеской команды. В июне 2008 года Рафаэль Бенитес в интервью официальному сайту «Ливерпуля» сообщил, что Пельегрино возвращается в Мерсисайд, чтобы занять пост тренера первой команды клуба. 7 мая 2012 года подписал контракт с «Валенсией» сроком на два года. Для аргентинца работа в левантийском клубе станет первым самостоятельным опытом — ранее он работал исключительно помощником. 1 декабря этого же 2012 года в связи с неудачным ходом сезона и разгромным поражением 2:5 от клуба «Реал Сосьедад» уволен с поста тренера «Валенсии».
В апреле 2013 года принял «Эстудиантес», но через два года был уволен из-за неудовлетворительных результатов команды. Летом 2015 года был назначен тренером «Индепендьенте», победив в первых шести матчах, он стал самым успешным тренером команды за последние годы, но в итоге тоже был уволен из-за плохих результатов. В 2016 году возглавил «Алавес».
23 июня 2017 года официально был назначен тренером английского «Саутгемптона», подписав с клубом трёхлетний контракт. Уже 12 марта 2018 года уволен с должности за плохие результаты. При нём команда выиграла лишь один из 17 последних матчей и балансирует в одном очке от зоны вылета из АПЛ.
2 июня 2018 года был назначен новым тренером испанского клуба «Леганес».
16 апреля 2020 года назначен главным тренером «Велес Сарсфилд». Контракт подписан до 30 июня 2021 года.

## Достижения
«Велес Сарсфилд»
- Чемпион Аргентины: Кл. 1993, Aп. 1995, Кл. 1996, Кл. 1998
- Обладатель Кубка Либертадорес: 1994
- Обладатель Межконтинентального кубка: 1994
- Обладатель Межамериканского кубка: 1995
- Обладатель Суперкубка Южной Америки: 1996
- Обладатель Рекопы Южной Америки: 1997

«Барселона»
- Чемпион Испании: 1998/99

«Валенсия»
- Чемпион Испании: 2001/02, 2003/04
- Обладатель Суперкубка Испании: 1999
- Обладатель Кубка УЕФА: 2003/04
- Обладатель Суперкубка УЕФА: 2004
- Финалист Лиги чемпионов: 1999/00, 2000/01